# Псалом 50

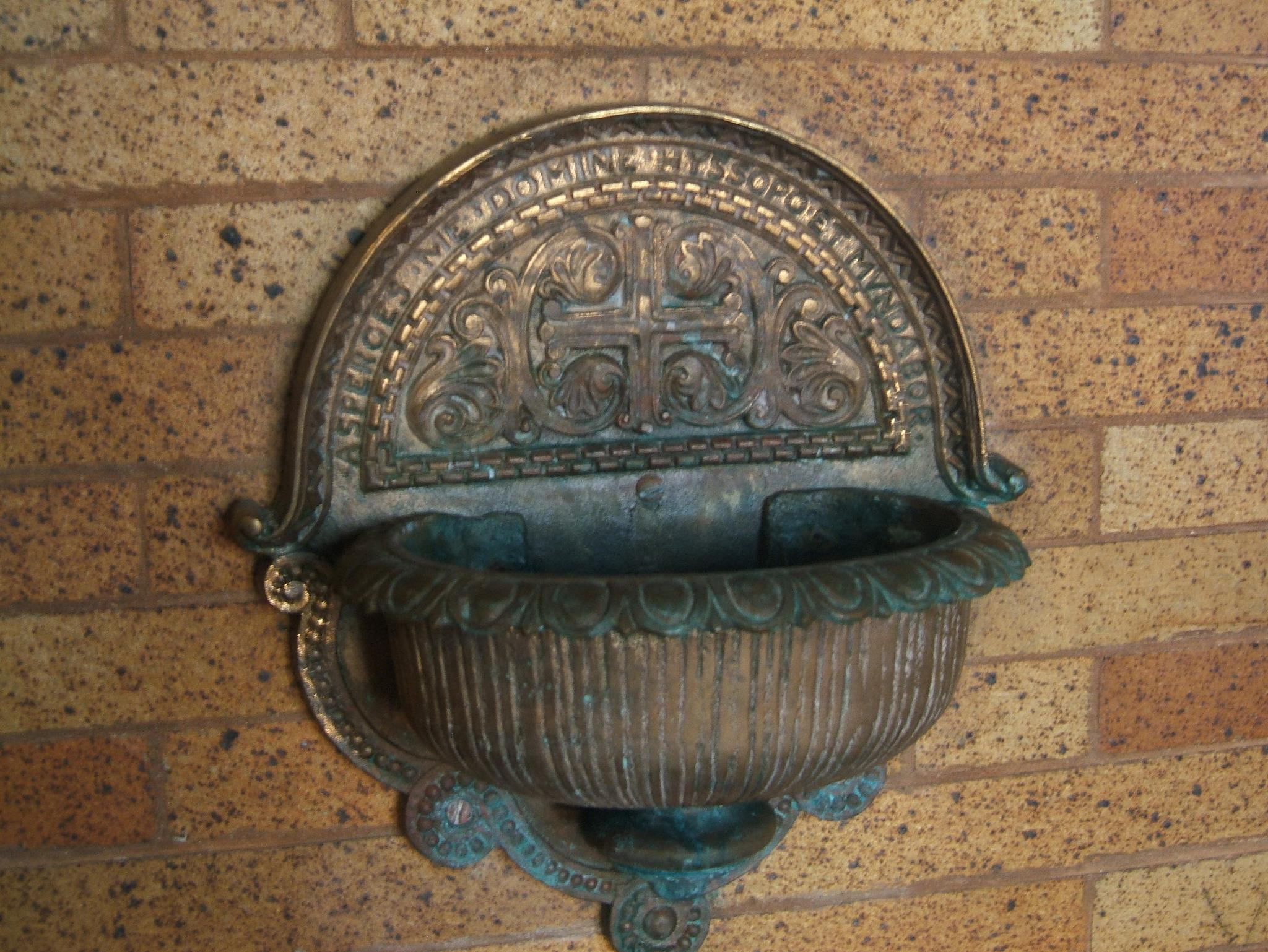
.
Цитата 50-го псалма на умывальнике на входе собора святого Стефана

Пятидеся́тый псало́м — 50-й псалом из Псалтири. В масоретском тексте, а также в западных переводах Псалтири имеет номер 51. Известен по инципитам Miserere mei Deus и Помилуй мя, Боже. Составлен Давидом, когда он каялся в том, что убил благочестивого мужа Урию Хеттеянина и овладел его женой Вирсавией. Выражает глубокое сокрушение о содеянном грехе и усердную молитву о помиловании. Один из наиболее употребительных псалмов в богослужении римского и византийского обрядов. У христиан входит в число семи «покаянных» псалмов.
В истории музыки (духовной и светской) Западной Европы — один из самых популярных псалмовых текстов. Наиболее известное переложение 50-го псалма на музыку — Miserere Грегорио Аллегри.

## Богослужебное использование
Православие
50-й псалом является самым употребляемым псалмом, он входит в состав рекомендуемых утренних молитв, присоединяется к наиболее часто читаемым канонам (к Богородице, к Причащению), также является одним из трёх псалмов третьего часа, читается на утрени после Евангелия.
Помимо общего покаянного смысла псалма церковное сознание увидело в стихах 12—13 псалма («сердце чисто созижди во мне, Боже, и дух прав обнови во утробе моей. Не отвержи мене от лица Твоего и Духа Твоего Святаго не отыми от мене») предвидение Давидом события Пятидесятницы, сошествия Святого Духа. В связи с этим данные стихи вошли в евхаристический канон литургии Иоанна Златоуста и литургии Василия Великого, а именно в эпиклезис — молитву призывания Святого Духа на молящихся и предложенные Дары.
Целиком 50-й псалом поют перед началом исповеди, на смертном одре после начальных молитв, после похорон, после панихиды, при Малом освящении воды, перед пением канона, до начала всякого делания, на соборовании, при погребении священников, при закладке церкви, при погребении младенцев, в молитве к Богородице в час беды, при молитве за больного, перед родами, в чине благословения пчёл, в Полунощнице будней и субботы и воскресенья, в 3-м часу, в Великом и Малом повечерии, на утрени, во время лишних долгих дождей, в Великий пост, в праздник Благовещения. Отдельные стихи псалма поют по разным случаям.
50:3 «помилуй меня, Боже, по великой милости Твоей, и по множеству щедрот Твоих изгладь беззакония мои» поют во время войны против врагов, за больного, о роженице, в молитве к причастию, в тропарях на неделе о мытаре и фарисее и блудном сыне, во время безветрия, когда много дождей, при умирающем, при крещении и миропомазании, на венчании, на отпевании, на панихиде, при освящении воды, на крестном ходе, перед авиаперелётом, над скончавшимся священником, при бездождии, на исповеди, при освящении кладбища, перед морским путешествием, при чуме, в молитве о заключённом.
50:6 «Тебе, Тебе единому согрешил я и лукавое пред очами Твоими сделал, так что Ты праведен в приговоре Твоем и чист в суде Твоем» поют при причащении.
50:9 «окропи меня иссопом, и буду чист; омой меня, и буду белее снега» поют при освящении кладбища, храма.
50:10—21 поют при освящении храма во время возлияния вина на престол с антиминсом.
Католицизм (Miserere)
По уставу святого Бенедикта, 50-й псалом неизменно поют на лаудах все дни недели после 66-го псалма. Широко был распространён обычай св. Бенедикта Аньянского читать после ужина Miserere, и этот обычай сохранился до наших дней. Неграмотный монах в Средние века после погребения умершего знакомого монаха-соверующего был обязан произнести вслух семь Miserere подряд, а если не знает наизусть Miserere, то семь Pater noster подряд. Утреню начинают непременными цитатами «поспеши, Боже, избавить меня, поспеши, Господи, на помощь мне» (Пс. 69:2), «Господи! отверзи уста мои, и уста мои возвестят хвалу Твою» (Пс. 50:17) трижды всякий день недели перед неизменными 3-м и 94-м псалмами.
В католическом богослужении латинского обряда первые стихи (50:1—4) читаются или поются во время воскресной литургии в ходе начальных обрядов мессы. Часто они совмещаются с окроплением прихожан освящённой водой. 50-й псалом также часто используется в качестве респонсориального псалма Литургии слова (читается или поётся между первым и вторым библейским чтением). Отдельные стихи псалма используются в качестве антифонов во время богослужения Пепельной среды. В Литургии часов псалом входит в состав утрени, где читается каждую пятницу. Псалом часто используется в индивидуальной молитвенной практике, особенно в период Великого поста.
Иудаизм
В талмудическом иудаизме стих «Господи! отверзи уста мои, и уста мои возвестят хвалу Твою» (Пс. 50:17) произносят перед каждой молитвой «Амида» как в праздники, так и по будням трижды в день, а после молитвы произносят стих «да будут слова уст моих и помышление сердца моего благоугодны пред Тобою, Господи, твердыня моя и Избавитель мой» (Пс. 18:15). Также большую часть стихов 50-го псалма произносят в каббалистических молитвах по ночам, в Суккот, на Слихот, Йом-кипур, при выносе свитков Торы из шкафа на утреннем общинном субботнем богослужении.

## Толкование
50:2, 3 псалмопевец исповедуется в своём грехе (2Цар. 11; Исх. 20:17) Богу и рисует картину Божьего суда. Симптоматично, что П. А. Юнгеров отступает здесь от нейтрального «во словесех» (в Вульгате — in sermonibus, в Септуагинте — ἐν τοῖς λόγοις) и даёт по Синодальному переводу (который опирается на Масору) «в приговорах». В переводах христианской традиции, идущих от Септуагинты, используются пассивные конструкции (δικαιωθῇς / iustificeris / оправдишися; κρίνεσθαί / iudicaris / судити ти), в то время как в Масоре и переводах, на ней основанных, — активные.
50:7 «вот, я в беззаконии зачат, и во грехе родила меня мать моя» (см. 2Цар. 11:4), когда царь Давид овладел чужой женой во время её «очищения» (Лев. 15:19—24, 18:19), о чём толковал Раши, то её рождённый сын будет проклят (см. 2Цар. 12:14). В современной критической библеистике этот стих толкуется более широко, «не грех матери или родителей, ни грех, унаследованный от предков или даже первородных родителей, ни грех, возникший в результате рождения или ритуальной нечистоты. <...> Он [псалмопевец] признаёт не только тот или иной индивидуальный проступок и не нарушение той или иной заповеди, не рассматривает себя только как виновника отдельных грехов, но — в любом контексте собственных деяний и поступков, в целом,— перед Богом как грешника».
50:8 составляет, пожалуй, главную смысловую проблему:
| Церковнославянский перевод греческого текста                                    | Перевод П. А. Юнгерова (с греческого и церковнославянского)                | Синодальный перевод                                               | Критический перевод Г.-И. Крауса                                              |
| ------------------------------------------------------------------------------- | -------------------------------------------------------------------------- | ----------------------------------------------------------------- | ----------------------------------------------------------------------------- |
| Се бо, истину возлюбил еси, безвестная и тайная премудрости Твоея явил мне еси. | Ты же истину возлюбил: неизвестное и тайное премудрости Твоей Ты явил мне. | Вот, Ты возлюбил истину в сердце и внутрь меня явил мне мудрость. | Послушай, Тебе нравится истина в сокрытом, и в тайном Ты учишь меня мудрости. |

Библейские критики ожидают, что стих 8 должен быть связан с предыдущим седьмым стихом («Се бо, в беззакониих зачат есмь, и во гресех роди мя мати моя») в духе parallelismus membrorum — точно так же, как предыдущие стихи этого псалма. Структурно восьмой стих выглядит как аналог седьмого, однако логической взаимосвязи стихов 7 и 8 не просматривается. В Септуагинте, Вульгате и Елизаветинской Библии близкие по смыслу слова «сокрытое» (неизвестное) и «тайное» отнесены ко второму полустиху. В переводах с Масоры (кроме СП) «сокрытое» относится к первому полустиху, «тайное» — ко второму. Что именно подразумевается под «тайным» (сокрытым), на протяжении многих лет составляет предмет интерпретаций библейских критиков и различных богословских толкований. Герман Гункель, например, полагает, что текст так или иначе связывает «истину» и «мудрость» с «тайной» и «тьмой» (das Verborgene, geheime Weisheit), и эту тьму освещает Божественная мудрость (что, впрочем, не объясняет, почему знание об истине непременно должно быть тайным, сокрытым).
| Греческий текст                                                               | Арамейский перевод греческого текста (таргум)    | Еврейский текст                      |
| ----------------------------------------------------------------------------- | ------------------------------------------------ | ------------------------------------ |
| ἰδοὺ γὰρ ἀλήθειαν ἠγάπησας τὰ ἄδηλα καὶ τὰ κρύφια τῆς σοφίας σου ἐδήλωσάς μοι | הא קושטא רעיתא בכולין ובטמור לבא חוכמתא תהודענני | הן אמת חפצת בטחות ובסתם חכמה תודיעני‬ |

50:9 иссоп — трава, употреблявшаяся евреями для окропления себя жертвенной кровью (животных). По толкованию Раши, иссопом очищали еврея, прикоснувшегося к трупу  (Лев. 14:4).
50:10 в текстах, опирающихся на традицию Септуагинты, — «возрадуются кости смиренные» (ὀστᾶ τεταπεινωμένα, ossa humiliata). В христианской экзегетике «смирение костей» трактуется символически, например, у Юнгерова: «Я, униженный духовными и физическими страданиями, уподобившийся сухому скелету, тогда обрадуюсь». В текстах, опирающихся на Масору, то же место звучит как «возрадуются кости, Тобою сокрушённые» (СП).
50:12—14 трижды подряд упоминается «дух», но в разном контексте (πνεῦμα εὐθές, ἅγιόν, ἡγεμονικόν, spiritus rectus, sanctus, principalis, СП: дух правый, святой, владычественный). Первый «дух» относится к псалмисту, второй — к Богу (единственное в Псалтири и чрезвычайно редкое в Ветхом Завете упоминание Духа Святого). Третье вхождение Септуагинта, Вульгата и Елизаветинская Библия относят к Богу (из-за перевода ἡγεμονικόν). В Масоре же используется прилагательное, обозначающее желание добровольной жертвы верующего человека Богу, таким образом этот «дух» переводы, следующие Масоре, атрибуируют не Богу, а псалмисту (например, willing spirit, williger Geist).
50:16 словами «избавь меня от кровей», согласно христианским толкованиям (например, у Иринея, в Толковой Библии Лопухина и др.), псалмист просит избавить его от мести Бога «за неправедно пролиянную» кровь Урии. Библеисты дают разные толкования, которые, однако, объединяет принципиальный отказ от связывания прошения с описанным выше Давидовым грехом. Например, Бернхард Дум считает, что «поэт» просит избавить его от «смерти по болезни, данной Богом, а не от насильственной смерти от руки какого-либо врага», и в этом смысле проводит параллель с 10-м стихом 29-го псалма.
50:17 согласно общему принципу parallelismus membrorum полустихи начинаются близкими по смыслу, но разными словами — «губы» (χείλη, labia, устне́) и «рот» (στόμα, os, уста́); в СП это различие не передаётся:
| Греческий текст                                                        | Перевод Аверинцева                                           | Арамейский перевод греческого текста      | Синодальный перевод еврейского текста                       | Еврейский текст               |
| ---------------------------------------------------------------------- | ------------------------------------------------------------ | ----------------------------------------- | ----------------------------------------------------------- | ----------------------------- |
| κύριε τὰ χείλη μου ἀνοίξεις καὶ τὸ στόμα μου ἀναγγελεῖ τὴν αἴνεσίν σου | Господи! отверзни уста мои, и речь моя возвестит хвалу Тебе. | יהוה ספותי פתח באוריתא ופומי יתני תושבחתך | Господи! отверзи уста мои, и уста мои возвестят хвалу Твою. | אדני שפתי תפתח ופי יגיד תהלתך‬ |

50:20, 21 по мнению многих библеистов два последних стиха — позднейшее добавление к «аутентичному» тексту, поскольку в царствование Давида стены Иерусалима не были разрушены и богослужение при Скинии не прекращалось. Такое состояние евреи переживали лишь во время вавилонского плена. В христианской традиции «жертва правды» и «тельцы на алтаре» трактуются как пророчество Давида о новозаветной Жертве и Агнце.

## 50-й псалом в музыке
Версикулом на 17-й стих Domine labia mea aperies традиционно начинается суточный цикл католического оффиция. Музыкальные обработки Miserere, полного текста, либо отдельных стихов, были широко распространены в полифонической музыке эпохи Возрождения и эпохи барокко, например, мотеты Жоскена Депре, О. Лассо, Дж. П. Палестрины, Дж. Габриели, У. Бёрда, А. Утендаля, К. Джезуальдо (в технике итальянского фобурдона), Ф. Дентиче, Б. Паллавичино, Б. Марини, М.-Р. Делаланда, М. А. Шарпантье (H 173), сочинения Ж.-Б. Люлли, С. де Броссара, Я. Д. Зеленки, Д. Скарлатти (2 версии), А. Солера (2 версии), Н. Йомелли и мн. др. В музыке XX—XXI веков обработки псалма встречаются редко, причём стихи его используются фрагментарно. Например, в Miserere (1989) А. Пярта последняя строфа композиции Rex tremendae majestatis заимствована из другого популярного католического текста, секвенции Dies irae. Отдельные стихи псалма (начиная с «Окропиши мя иссопом», с некоторыми неточностями против ЦС-перевода) положил на музыку Г. В. Свиридов в «Песне очищения» (из цикла «Песнопения и молитвы» для хора без сопровождения, 1997).
У католиков членение псалма на стихи в дореформенном богослужении отличалось от нынешнего. Так, первый (третий по современной нумерации) стих псалма (Miserere… iniquitates meas) ввиду его особой протяжённости при распеве разбивался на два: 1. Miserere mei, Deus… tuam. 2. Et secundum multitudinem… dele iniquitatem meam; по этой причине мелодия-модель псалмового тона дважды повторялась. Некоторые композиторы эпохи Возрождения и барокко, сочинявшие полифонические обработки (чётных или нечётных) стихов Miserere в технике alternatim (Джезуальдо, Шарпантье, Солер и др.), следовали именно этой традиции формального членения псалма.
Одно из самых известных музыкальных воплощений текста — Miserere Грегорио Аллегри. Эта композиция (также в технике alternatim) исполнялась папскими певчими в определённые дни в Сикстинской капелле, причём ноты сохранялись в тайне. Согласно известной легенде четырнадцатилетний Моцарт, услышав Miserere 11 апреля 1770 года, следующей ночью по памяти записал ноты, после чего ватиканский «секрет» стал общим достоянием. Современные музыковеды ставят эту историю под сомнение.
Мелодия лютеранской духовной песни Erbarm Dich mein o Herre Gott (автор этого немецкого перевода — Эрхард Хегенвальд, 1524) легла в основу хоральных обработок З. Кальвизия, И. Г. Шейна, Г. Шютца, И. С. Баха и других немецких композиторов-протестантов. Английский перевод (Have mercy upon me, O God), наоборот, не получил в истории музыки каких-либо ярких воплощений.
Miserere составляет часть финала оперы Верди «Сила судьбы» в её первой (петербургской) редакции. Монахи, призванные тревожным колоколом к келье Леоноры, поднимаются в гору с пением Miserere. Найдя Леонору и Карлоса уже мёртвыми и став свидетелями самоубийства Альваро, посреди бури монахи вновь поют Miserere. Таким образом стихи 50-го псалма становятся последним текстом в опере, образуют её формальный и логический финал.

## В массовой культуре
- В фильме «Остров» (2006; режиссёр П. Лунгин) главный герой картины, старец отец Анатолий (Пётр Мамонов) с болью в сердце и на душе читает 50-й псалом.
- В сериале «Спасайся, брат!» (2015; режиссёр А. Сиверс) монах отец Арсений (Александр Лыков) читает 50-й псалом во время погони за ними.
- В первом сезоне сериала «Годунов» (2018; режиссёры А. Андрианов и Т. Алпатов) царь Иван Грозный (Сергей Маковецкий) после того, как убивает сына, на коленях со слезами на глазах читает 50-й псалом.
- В сериале «Раскол» (2011) в 15-й серии протопоп Аввакум в своей келье читает 50-й псалом, а также в 19-й серии, когда царь Алексей Михайлович Романов при смерти на ложе своем ведет диалог со своим придворным, в стороне с ними в палате псаломщик читает 50-й псалом.
- В фильме «Странник» (2006) старый монах читает 50-й псалом.
- В фильме «Лекарство для Веры» (2022), когда иерей отец Михаил в кабинете врача узнаёт страшный диагноз своей жены, то начинает про себя быстро повторять 50-й псалом, затем он читает его в храме перед царскими вратами.

## Рецепция
Считая, что к ней относятся строки «Ублажи, Господи, благоволением (εὐδοκία) Твоим, Сион, и пусть воздвигнутся стены Иерусалимские», императрица Евдокия, живя в Иерусалиме, восстановила его стены.